# Вазови
Вазови или Вазовци е български род, основан от Кирко (Киро) Иванов (Айвазов) Арнаудов от нестрамското село Яновени   (или Яновене), който се преселва в разположения в Стремска долина Сопот в края на XVIII век по време на управлението на Али паша Янински. Киро има трима синове, единият от които – Иван, често е изпращан в делегации като представител на българите пред турската власт. Единият от синовете на Иван е Минчо Вазът.
Най-известните представители на рода са сред деветте деца на Минчо и Съба Вазови:
- Иван Вазов (1850 – 1921) – български поет и писател
- Никола Вазов (1852 – 1917) български търговец
- Кирил Вазов (1855 – 1943) – български лекар и общественик
- Ана Вазова (1858 – 1929)
- Георги Вазов (1860 – 1934) – български генерал
- Михаил Вазов (1862 – 1886) – български офицер
- Вълка Вазова (Фетваджиева) (1865 – 1945)
- Владимир Вазов (1868 – 1945) – български генерал
- Борис Вазов (1873 – 1957) – български общественик

както и
- Александър Вазов (1900 – 1972) – режисьор, син на Георги Вазов
- Бинка Вазова (1909 – 2007) – художничка, дъщеря на Борис Вазов и Елисавета Консулова-Вазова
- Владимир Владимиров Вазов (1917 – 1989) – син на генерал Владимир Вазов
- Иван Вазов (1892 – 1945) – български политик, син на Кирил Вазов
- Януш Вазов (1927 – 2006) – режисьор, син на Александър Вазов